# 捷爾諾維齊亞 (亞沃里夫區)
49°54′30″N 23°28′57″E / 49.90833°N 23.48250°E

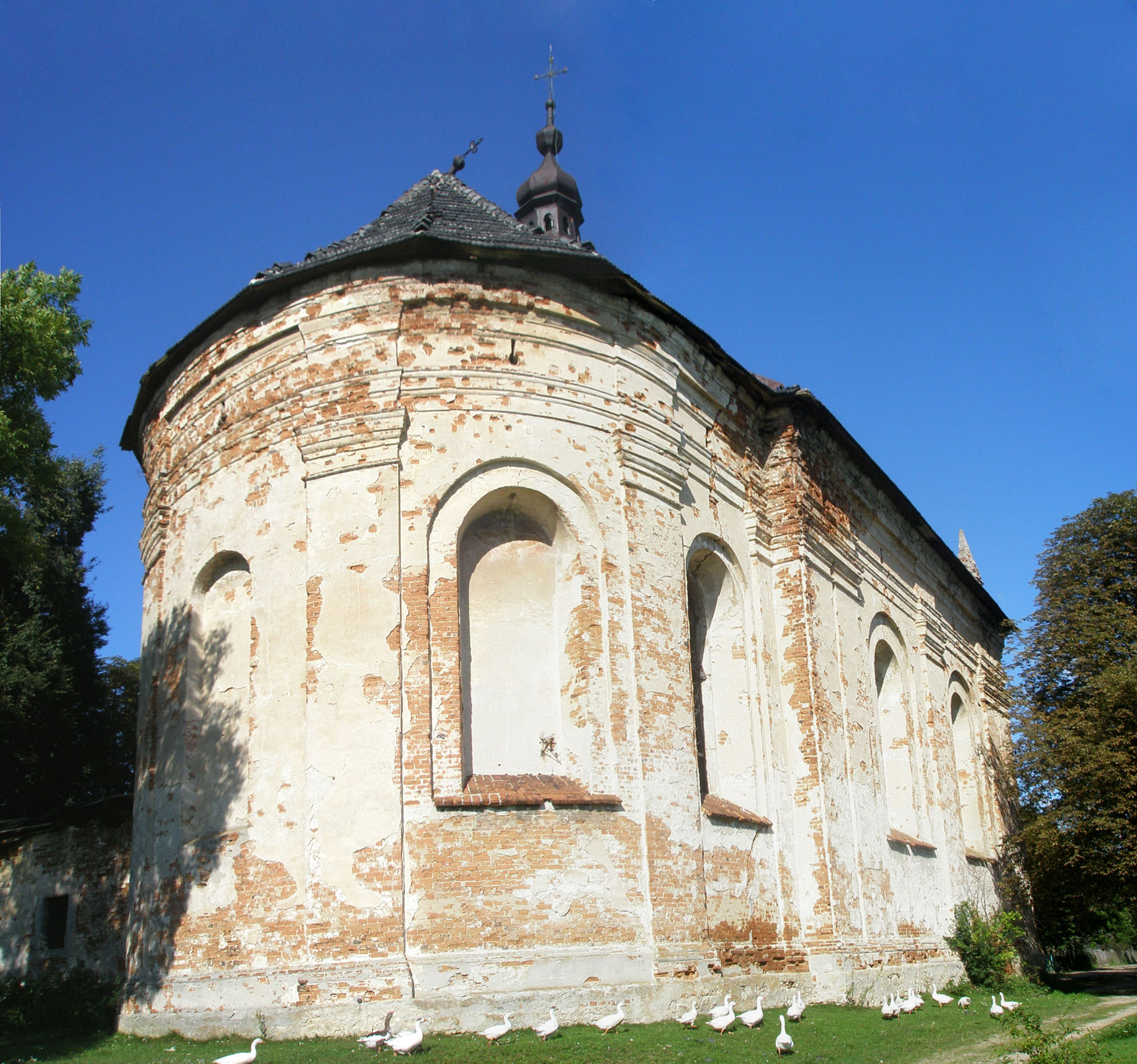
捷爾諾維齊亞的一个建筑

捷爾諾維齊亞（烏克蘭語：Терновиця），是烏克蘭的村落，位於該國西部利沃夫州，由亞沃里夫區負責管轄，始建於1940年，面積1.9平方公里，海拔高度254米，2001年人口786。